# Jacob Curby
Jacob Christopher Curby (ur. 17 marca 1984) – amerykański zapaśnik. Brązowy medalista mistrzostw panamerykańskich z 2008. Brąz i srebro juniorów na tej imprezie w 2004 roku. Zawodnik Lyons Township High School i Northern Michigan University. Od 2002 roku chorował na chłoniaka Burkitta. Jego ojciec założył fundację "The Jacob Curby Foundation" wspomagającą rozwój zapasów.